# Soweto Gospel Choir
Der Soweto Gospel Choir ist ein südafrikanischer Gospel-Chor.

## Hintergrund
Die etwa 30 Mitglieder umfassende Gruppe wurde von den Chorleitern David Mulovhedzi und Beverly Bryer im Johannesburger Stadtteil Soweto gegründet. Sie präsentiert eine Mischung aus afrikanischem Gospel, Negro Spiritual, Reggae und amerikanischer Popmusik. Ihren ersten Auftritt hatte sie 2003 beim Konzert 46664, das von Nelson Mandela initiiert wurde. Seitdem hat sie mehrere internationale Tourneen absolviert.
Mit ihrem Album Blessed gewann sie 2007 den Grammy Award in der Kategorie „Bestes traditionelles Weltmusikalbum“ für das Album Blessed und 2008 für das Album African Spirit. Am 7. Juli 2007 trat der Chor beim Live-Earth-Konzert in Randburg auf. 2010 sang der Soweto Gospel Choir gemeinsam mit dem US-Amerikaner R. Kelly die Hymne Sign of Victory bei der Eröffnungsfeier der Fußball-WM in Südafrika. 2008 war der Chor bei dem Lied Down To Earth zusammen mit Peter Gabriel zu hören, seinem Beitrag zu dem Soundtrack für den Film Wall-E von Andrew Stanton. 2015 arbeitete der Chor wieder mit Gabriel für eine Kampagne der Vereinten Nationen. Der Chor war 2023 erneut im Begleitgesang auf Peter Gabriels achtem Studioalbum mit Originaltiteln i/o bei den drei Songs i/o selbst, Road to Joy und Live and Let Live zu hören.

## Diskographie
- 2005 Voices from Heaven
- 2006 Blessed
- 2007 African Spirit
- 2009 Zumba Yade (als Hintergrundchor von Kathleen Aerts)
- 2011 African Grace
- 2018 Freedom
- 2022 Hope